# (200193) 1999 RP135
(200193) 1999 RP135 es un asteroide perteneciente al cinturón de asteroides, descubierto el 9 de septiembre de 1999 por el equipo del Lincoln Near-Earth Asteroid Research desde el Laboratorio Lincoln, Socorro, Nuevo México.

## Designación y nombre
Designado provisionalmente como 1999 RP135.

## Características orbitales
1999 RP135 está situado a una distancia media del Sol de 2,607 ua, pudiendo alejarse hasta 3,043 ua y acercarse hasta 2,170 ua. Su excentricidad es 0,167 y la inclinación orbital 2,237 grados. Emplea 1537,51 días en completar una órbita alrededor del Sol.

## Características físicas
La magnitud absoluta de 1999 RP135 es 15,5.